# Nemzetközi Békeiroda
A Nemzetközi Békeiroda (IPB – International Peace Bureau, Bureau international de la paix) a világ legrégebben alapított nemzetközi békeszövetsége. 1891-ben hozták létre, 1910-ben a szervezetet Nobel-békedíjjal tüntették ki. 
A Nemzetközi Békeirodát Nemzetközi Állandó Békeirodaként alapították (Bureau international permanent de la paix), 1912-től a nevét Nemzetközi Békeirodára változtatták meg. 1946 és 1961 között Békeszervezetek Nemzetközi Tanácsa (International Liaison Committee of Organizations for Peace – ILCOP, Comité de liaison international des organisations de paix – CLIOP) néven tevékenykedett, napjainkban újból Nemzetközi Békeiroda a szervezet neve.